# La universidad
«La Universidad (Cosa de locos)» es una canción de la banda peruana de rock, Rio, la cual sería su última obra en formato 45 RPM, lanzado en 1986, convirtiéndose en un gran éxito en su repertorio musical.

## Historia
Escrito por los miembros de la banda (Pocho Prieto, Chachi Galarza y Cucho Galarza), la canción habla sobre las difíciles condiciones de la vida universitaria en el Perú durante la década de 1980, refiriéndose a ella como "una cosa de locos". Se habla de las pocas oportunidades laborales que se ofrecen luego de tantos años de estudio; así como las distracciones por las fiestas, las amistades y sobre los constantes problemas políticos y sociales de la comunidad universitaria (peleas con policías que incursionaban en las universidades nacionales durante la época del terrorismo, huelgas de los profesores, entre otros).

## Videoclip
El vídeo musical de la banda, comienza en el aula de una universidad nacional, donde se va a realizar un examen de admisión y todos los postulantes toman sus asientos y el examen inicia, al mismo tiempo que la canción suena con la frase "Ya sabes, si esta vez no ingresas...". Mientras la banda va tocando, se ven dramatizaciones de la vida universitaria y la búsqueda de empleo.

## Lista de canciones
| N.º | Título           | Duración |  |
| 1.  | «La Universidad» | 3:35     |  |
| 2.  | «Abandonado»     | 3:27     |  |